# Butlletí informatiu
Un butlletí o bolletí informatiu, també conegut pel seu nom en anglès newsletter, és una publicació distribuïda de forma regular, centrada en un tema principal que és de l'interès dels seus subscriptors. Molts butlletins són publicats per clubs, societats, associacions, institucions i empreses per a proporcionar informació d'interès als seus membres o empleats, o al públic en general. La seva extensió és variable i pot tenir diverses funcions.

## Butlletins en el màrqueting per correu electrònic
Amb l'aparició d'Internet, els butlletins informatius han trobat un camp en el qual s'han convertit en una eina estrella: el màrqueting per correu electrònic.
La captació de subscriptors per a una llista de correu a través de la qual enviar un butlletí de franc als subscriptors és probablement la tècnica més important que existeix avui dia en el màrqueting per correu electrònic. No en va, és comú la frase en el sector que "els diners són en la llista".
Això és així per diverses raons, entre les més importants:
1. El cost de distribuir un butlletí per aquesta via és nul o gairebé nul.
2. A diferència d'altres canals com les xarxes socials, per exemple, el contacte amb el subscriptor és directe.
3. És un canal que, ben usat, permet construir una relació de confiança amb el subscriptor que pot ser la base de futures vendes.
4. La qualitat com a lectors/clients de les persones subscrites sol ser superior als lectors esporàdics que arriben al lloc web, per exemple, a través dels cercadors.
5. Perquè és un actiu que l'autor de la llista té sota el seu total control, a diferència, per exemple, dels seguidors en xarxes socials com Facebook o X.

### Procés de creació
A l'hora de crear un butlletí informatiu correctament s'han de seguir una sèrie de passos, per a complir amb la legalitat i que el sistema funcioni correctament:
- Complir amb la legalitat.[5]
- Crear un sistema de butlletins automatitzats.
- Portar una anàlisi de cada butlletí enviat.
- Segmentar.

## Serveis de butlletins més utilitzats
- MailChimp
- Mailify
- Mailrelay